# 중앙육아종합지원센터
중앙육아종합지원센터(中央育兒綜合支援센터, Central Support Center for Childcare)는 지방육아종합지원센터의 업무를 지원하고, 지방육아종합지원센터는 관할지역의 어린이집과 보육 수요자에 대하여 지역 특성에 기초한 서비스를 제공하기 위하여 대한민국 보건복지부 장관이 설립한 기관이다. 서울특별시 용산구 청파로 345 주연빌딩 3층에 소재하고 있다.

## 설립 근거
- 영유아보육법[2]

## 연혁
- 1995년 6월 20일 한국어린이집연합회 내 중앙보육정보센터 설치
- 1996년 10월 31일 KDA-NET(보육종합정보망) 구축
- 2004년 4월 20일 중앙보육정보센터 독립사업자 등록
- 2004년 4월 20일 초대 김영명 센터장 취임
- 2004년 6월 12일 영유아보육법 및 보육관련업무 보건복지부로 이관
- 2004년 12월 31일 영유아보육법상 중앙보육정보센터 설치 근거 마련
- 2005년 3월 1일 중앙보육정보센터 위수탁계약 체결 (보건복지부, (사)한국어린이집연합회)
- 2005년 12월 16일 제2대 이창미 센터장 취임
- 2007년 3월 20일 제3대 채혜선 센터장 취임
- 2008년 3월 1일 중앙보육정보센터 위수탁 재계약 체결 (보건복지부, (사)한국어린이집연합회)
- 2010년 1월 1일 중앙보육정보센터 위수탁계약 체결 (보건복지부, (재)한국보육진흥원)
- 2010년 3월 30일 제4대 이삼범 센터장 취임
- 2013년 2월 8일 제5대 강인구 센터장 취임
- 2013년 12월 5일 '중앙보육정보센터' 가 '중앙육아종합지원센터'로 명칭 변경
- 2014년 2월 17일 제6대 최명희 센터장 취임
- 2015년 2월 17일 제6대 최명희 센터장 퇴임
- 2015년 11월 9일 제7대 마미정 센터장 취임

## 주요 업무
- 일시보육 서비스의 제공
  - 보육에 관한 정보의 수집 및 제공
- 보육 프로그램 및 교재·교구(敎具)의 제공 또는 대여
- 보육교직원에 대한 상담 및 구인·구직 정보의 제공
- 어린이집 설치·운영 등에 관한 상담 및 컨설팅
- 장애아 보육 등 취약보육(脆弱保育)에 대한 정보의 제공
- 부모에 대한 상담·교육
- 영유아의 체험 및 놀이공간 제공
- 영유아 부모 및 보육교직원에 대한 영유아 학대 예방 교육
- 그 밖에 어린이집 운영 및 가정양육 지원 등에 관하여 필요한 사항

## 조직
보육지원사업팀,양육지원사업팀, 센터운영지원팀 3개팀으로 운영되고 있다.

## 같이 보기
- 한국어린이집총연합회
- 베이비뉴스